# Luitpoldbrücke (Bamberg)
Die Luitpoldbrücke in Bamberg überquert den rechten Regnitzarm, der hier gleichzeitig ein Teil des Main-Donau-Kanals ist, und verbindet die Willy-Lessing-Straße mit der Luitpoldstraße und damit die Innenstadt mit dem Bahnhof.
Sie ist benannt nach Luitpold von Bayern, von 1886 bis 1912 Prinzregent des Königreiches Bayern.
Schifffahrtstechnisch gesehen steht sie bei MDK-km 5,373 und hat eine Durchfahrtshöhe von 7,80 m.

## Beschreibung
Die die 101 m lange und 21,2 m breite Luitpoldbrücke hat drei Fahrspuren, durch Markierungen abgetrennte Radwege und beidseitig 3 m breite Gehwege. Die beiden markanten stählernen Bögen sind leicht gegeneinander versetzt, da die Brücke den Kanal nicht im rechten Winkel, sondern schräg überquert. Der Überbau über dem Kanal ist 80 m lang; an ihn schließen sich an beiden Seiten 10,5 m lange Durchlässe für die Uferwege an, die aus Stahlbeton-Halbschalen gebildet wurden.
Konstruktiv ist die nach Plänen von Richard J. Dietrich 2005–2006 ausgeführte stählerne Stabbogenbrücke eine moderne Version der im 19. Jahrhundert häufig gebauten schmiedeeisernen Fachwerkbogenbrücken. Auch die in sich verankerte Bogenbrücke mit einem als Zugband wirkenden unten liegenden Balken als Fahrbahnträger wurde von Josef Langer bereits 1859 patentiert und 1881 erstmals angewendet. Die Bögen der damaligen Brücken bestanden aus geraden Trägern, die zu ebenen Fachwerken vernietet wurden und polygonale Ober- und Untergurte hatten.
Die rund 14 m hohen Bögen der neuen Luitpoldbrücke haben zwei parallele Obergurte und einen Untergurt aus gebogenen Stahlrohren, die mit den Streben aus schlankeren Stahlrohren zu einem Raumfachwerk verschweißt sind. Die Brückentafel ist durch je 14 Rundstahlhänger von den Bögen abgehängt, die radial auf sie ausgerichtet sind. Große Gussstahlknoten verbinden die Bögen mit den horizontalen Zugbändern und den beidseitigen Endquerträgern. Die Zugbänder zwischen diesen Knoten bestehen ebenfalls aus zwei Stahlrohren, die durch einen Blechsteg miteinander verbunden sind. Die Brückentafel ist ein Verbund aus einem Trägerrost und einer Stahlbetonplatte.

## Geschichte
Während an der Stelle der heutigen Kettenbrücke schon im Mittelalter ein fester Übergang bestand, war ihre Umgebung lange ein flaches, von der Regnitz und dem damals noch  existierenden Schwarzen Wasser immer wieder anders gestaltetes Acker- und Weideland. Erst der Stadterweiterungsplan von 1866 im Zusammenhang mit dem Bau der Sophienbrücke schuf die Grundlage für die heutige Bebauung.

### Sophienbrücke

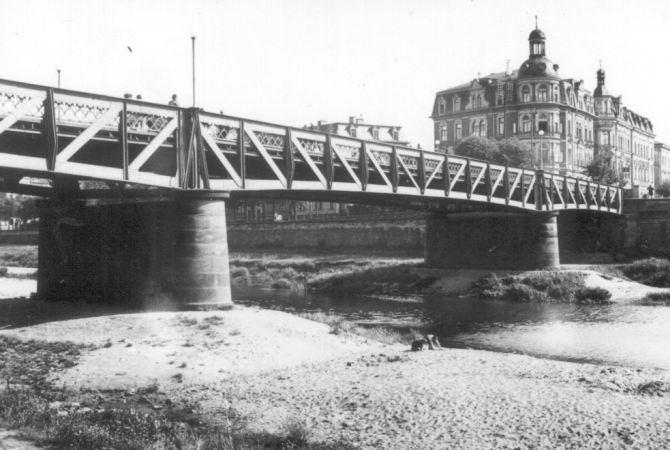
Sophienbrücke, 1900

Die 1867 eröffnete Sophienbrücke zwischen der damals Sophienstraße genannten Willy-Lessing-Straße und der Luitpoldstraße war daher die erste Brücke an dieser Stelle. Sie wurde nach Sophie in Bayern benannt, der damaligen Verlobten von König Ludwig II. und somit voraussichtlichen Königin von Bayern.
Sie überquerte die Regnitz mit einer sich über drei Felder erstreckenden Fachwerkkonstruktion. Der Ingenieur und Unternehmer Heinrich Gerber führte hier erstmals den von ihm patentierten Gerberträger aus, also einen durch Gelenke unterteilten Überbau, der sich wesentlich leichter statisch berechnen ließ als ein Durchlaufträger. Diese Bauweise wurde bald weltweit angewendet.
1932 wurde sie durch einen Neubau ersetzt, der, wie alle Bamberger Brücken über den Main-Donau-Kanal, wenige Tage vor dem Ende des Zweiten Weltkriegs gesprengt wurde, um den Vormarsch der US-Armee aufzuhalten.

### Luitpoldbrücke
Nach dem Krieg wurde eine Betonbrücke gebaut, die ebenso wie die angrenzende Straße Luitpoldbrücke genannt wurde. Sie wies 2004 so erhebliche Schäden auf, dass eine Instandsetzung wirtschaftlich nicht vertretbar war. Im Rahmen des Brückenprojekt 2010 genannten Verfahrens wurden sechs mögliche Brückenvarianten vorgeschlagen. Am 29. September 2004 entschied sich der Stadtrat für die Variante mit Stabbogen und Dreigurtträger. Die alte Brücke wurde im April 2005 abgebrochen. Von 2005 bis 2006 wurde die neue Luitpoldbrücke gebaut.
2019 wurde auf der Brücke eine Gedenktafel zur Erinnerung an Heinrich Gerber wiederaufgestellt.